# Chart Records
Chart Records era una piccola ma conosciuta casa discografica, specializzata in musica country degli anni sessanta. È molto conosciuta per avere tra i suoi artisti più famosi Lynn Anderson.
La casa fu fondata nel 1964. Alcuni degli artisti che hanno stipulato un contratto con questa casa discografica sono Junior Samples, Del Wood, Maxine Brown, Jim Nesbitt, Connie Eaton, Red Sovine, Billy "Crash" Craddock e Anthony Armstrong Jones. La maggior parte degli artisti della Chart erano giovani, insolito per un'etichetta di musica country degli anni '60.
La Chart fu distribuita da RCA Records per numerosi anni ma il successo di Anderson permise a questa di divenire indipendente. Anderson lasciò la casa nel 1970, così come la maggior parte degli artisti sotto contratto con essa, in quanto considerata meno importante di altre nel panorama della musica country. Chiuse nel successivi anni.